# درة ماهي السفلي (بيش كوه زلاغي)
درة ماهي السفلی (بالفارسية: دره‌ماهی سفلی) هي قرية تقع في إيران في قسم بیش کوه زلاغي الریفي. يقدر عدد سكانها بـ 119 نسمة .